# Land Rover Defender 130 Kajman

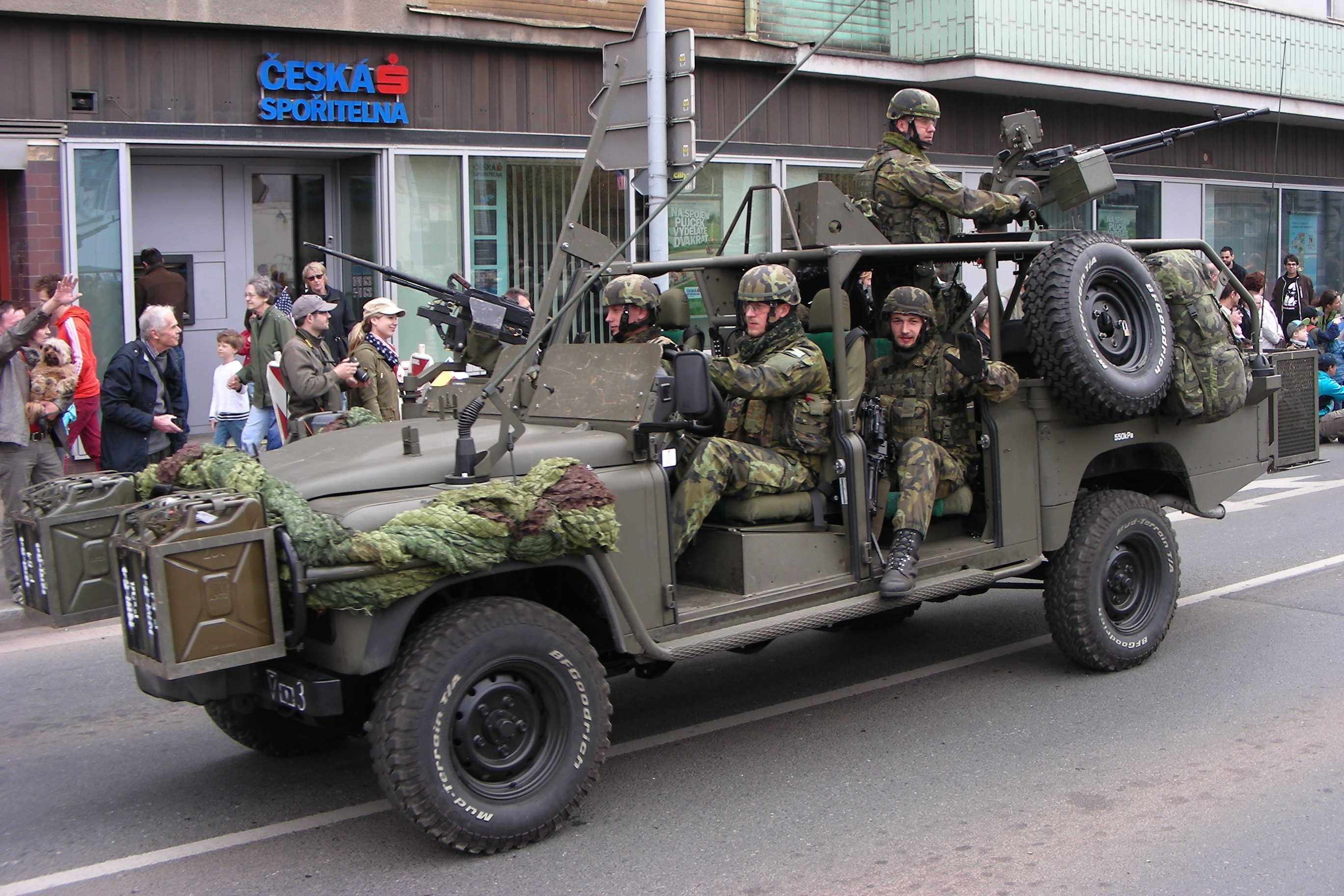
Land Rover Defender 130 Kajman

Land Rover Defender 130 Kajman je česko-britské vozidlo určené k plnění bojových a speciálních úkolů. Je přizpůsobené k přepravě vzduchem a výsadku z visu z vrtulníku. Automobil disponuje navijákem,  zesílenými disky kol opatřené dojezdovými vložkami run-flat a proti-střepinovou ochranou vozidla odpovídající úrovni STANAG 4569 Level 1. 
Výzbroj vozidla tvoří dvě zbraňové lafety, osobní zbraně posádky včetně RPG-75 a švédské tarasnice Carl-Gustav M3. Na přední lafetu vozidla napravo od řidiče lze umístit kulomet PKB, na hlavní lafetu lze připevnit granátomet AGS-17 ráže 30 mm anebo kulomet typu DŠKM a NSV.
V roce 2009 koupila Armáda České republiky 79 vozů pro potřeby chrudimského 43. výsadkového praporu, výrobu vozidel zajišťovala firma SVOS Přelouč.   

## Technické údaje
- Podvozek: Land Rover Defender 130
- Celková hmotnost: 4100 kg
- Celková délka: 6050 mm
- Celková šířka: 2225 mm
- Celková výška: 1960 mm
- Světlá výška: 220 mm
- Rozvor: 3230 mm
- Rozchod: 1510 mm
- Převodovka: manuální, počet stupňů: 6+1
- Rychlost na silnici: 140 km/h
- Jízdní dosah po silnici: 600 km